# Palacio de Justicia de Carabobo
El Palacio de Justicia de Carabobo es un complejo arquitectónico de oficinas de Valencia, Venezuela donde funciona el Poder Judicial del estado Carabobo. Está ubicado en la avenida Aranzazu entre la calle Silva y Cantaura.

## Historia
Planificado y construido bajo la administración del Gobernador de Carabobo Oscar Raúl Celli Gerbasi cuenta con un edificio principal desde 1986. El proyecto inicial constaba de 3 fases, la primera concluida en el periodo del líder social demócrata y las dos últimas pendientes por concluir.
En las fases finales del proyecto regional se tenía previsto incluir nuevos edificios con elevadores, comedor, sala de prensa, central de comunicaciones y punto de control policial.
La administración del Presidente Jaime Lusinchi y Oscar Celli concretaron la apertura por primera vez en la historia de las sedes principales del Poder Electoral (CNE Los Colorados), Poder Legislativo (Consejo Legislativo del Estado Carabobo) y del Poder Judicial (Palacio de Justicia del Estado Carabobo).